# Bakungan (Glagah)
Bakungan is een bestuurslaag in het regentschap Banyuwangi van de provincie Oost-Java, Indonesië. Bakungan telt 4649 inwoners (volkstelling 2010).